# Binnengevelisolatie
Onder binnengevelisolatie wordt verstaan het isoleren van een gevel aan de binnenzijde, veelal door middel van een voorzetwand.
Het aan de buitenzijde van de gevel geniet uit onder meer bouwfysisch oogpunt de voorkeur. Bij binnengevelisolatie wordt het woonoppervlak verkleind en er zijn vaak aanpassingen aan elektra (leidingen en wandcontactdozen) en vloer- en plafondafwerking noodzakelijk. Het uitvoeren van werkzaamheden in de woning is uiteraard hinderlijk voor de bewoners.
Redenen om binnenisolatie toe te passen:
- spouwmuurisolatie is onmogelijk of levert onvoldoende isolatie op;
- uit kostenoverwegingen: binnengevelisolatie is goedkoper dan buitengevelisolatie (maar duurder dan spouwmuurisolatie);
- het uiterlijk van de gevel mag of kan niet gewijzigd worden;
- overschrijding van de rooilijn door buitengevelisolatie.

## Voorzetwand
De klassieke voorzetwand bestaat uit een houten regelwerk of een metalstudwand die tegen de te isoleren wand wordt bevestigd en waartussen de isolatie wordt aangebracht. Het frame wordt met een plaatmateriaal afgewerkt dat gesausd, behangen of gestuukt kan worden. In de moderne variant van de voorzetwand zijn de houten regels vervangen door metalen dragers en liggers, de opbouw is in principe dezelfde. In beide gevallen is het noodzakelijk een dampremmende laag aan te brengen aan de warme kant van de voorzetwand, om inwendige condensatie in de constructie te voorkomen.

## Isolatiemateriaal
De meest voorkomende: 
- glaswol
- steenwol (in Vlaanderen rotswol genoemd);
- PUR (polyurethaan);
- PIR  (polyisocyanuraat);
- resolhardschuim (PF);